# Romanyá de la Selva
Romanyá de la Selva o Romañá de la Selva (oficialmente y en catalán Romanyà de la Selva) es un núcleo de población del municipio de Santa Cristina de Aro, en la comarca del Bajo Ampurdán, en la provincia de Gerona, España. 
Con 270 habitantes en el año 2005, consta de un núcleo antiguo, formado por casas pairales, la rectoría y la iglesia de Sant Martí de Romanyà, su nave de planta de cruz griega data del siglo X y el campanario del siglo XI. 

## Geografía
- 41°51′0″N 2°59′6″E / 41.85000, 2.98500
- Superficie: 32 km²
- Altura media: 400 m s. n. m.

Está situado en el corazón de la sierra de Las Gavarras y a unos 6 km de Playa de Aro, en el centro de la Costa Brava.

## Historia
La antigua parroquia de Romanyá de la Selva fue una de las cuatro partes fundacionales del municipio actual de Santa Cristina de Aro, al segregarse en 1808 de Castillo de Aro. Documentada desde el 1019, la población se dedicó principalmente a la explotación de los recursos forestales, a la agricultura de secano y de regadío —además de alguna viña esporádica— y, más secundariamente, a la ganadería. 
Con el desarrollismo de la economía española, uno de los propietarios rurales emprendió la creación de una urbanización de residencias de veraneo adyacente al núcleo antiguo de Romanyá a finales del decenio de 1960. Aprovechaba el gran desarrollo de la industria turística en la vecina Costa Brava centro y el crecimiento de la demanda de segundas residencias de vacaciones en la zona.

## Mercè Rodoreda y Romanyá de la Selva

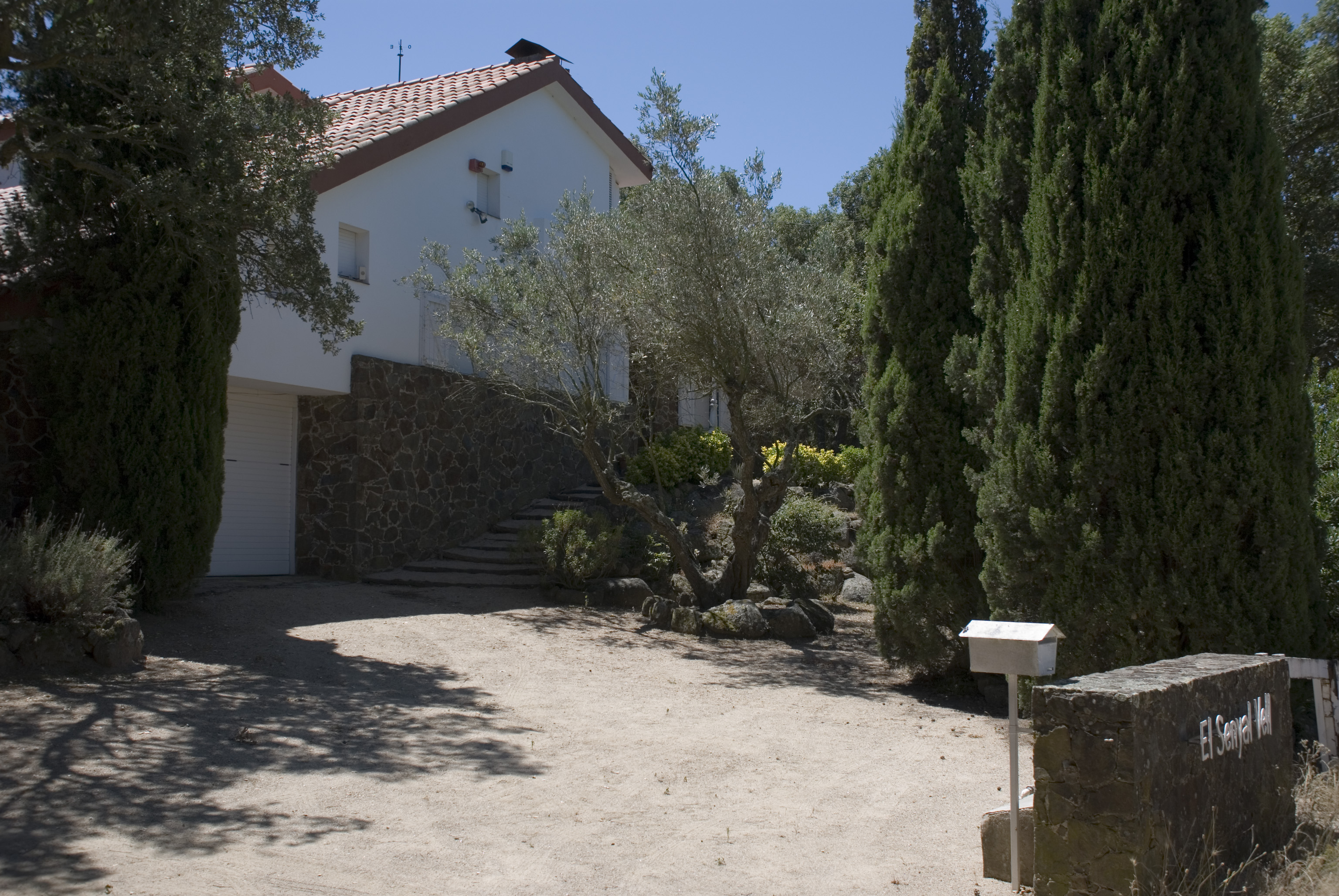
El Senyall Vell (referencia a Demian de Hermann Hesse), el chalé donde Rodoreda vivió hasta 1980.

En el año de 1972 la escritora Mercè Rodoreda se instaló en uno de los nuevos chalés de la urbanización después de su retorno del exilio. Allí acabó novelas como Mirall trencat (Espejo roto, 1974), Viatges i flors (Viajes y flores (1980) y escribió Cuanta, cuanta guerra... (1980), su última novela publicada en vida. 
Estudios de la obra de Rodoreda como Mariàngela Vilallonga o Carme Arnau coinciden en señalar la presencia constante del paisaje de Romanyá en las obras publicadas en la última etapa de la escritora. Vilallonga ha destacado la estrecha relación que se observa en las novelas mentadas entre la novelista y el jardín de su chalé. Rodoreda murió en 1983 y fue enterrada en el cementerio de Romanyá, tal y como ella había deseado.

## Arquitectura prehistórica
- Cueva de Daina, dolmen de grandes dimensiones hecho con losas de granito. Su fecha oscila entre 1700 a. C. y 2200 a. C.